# Генерал Дела Ровере
„Генерал Дела Ровере“ (на италиански: Il generale della Rovere) е военен филм от 1959 година на режисьора Роберто Роселини с участието на Виторио Де Сика, копродукция на Италия и Франция.

## Сюжет
Генуа, краят на Втората световна война. Дребния играч и мошеник Емануеле Бардоне (Виторио Де Сика) се представя като полковник Грималди, за да спечели доверието на хората. Той взима пари от роднините на арестуваните от германците хора под предлог, че ще им помогне да избягнат депортиране в Германия или ще излязат на свобода. Бардоне е арестуван от полицията и германския полковник от „СС“ (Ханес Мессемер) му предлага да се превъплъти в ролята на лидера на италианските партизани- антифашисти, генерал Дела Ровере, убит по време на преследването му. Бардоне се съгласява и влиза в затвора, където се очаква да спомогне за разкриването на нелегална мрежа. Приел нова самоличност, в дребния крадец протича странна метаморфоза.

## В ролите
- Виторио Де Сика като Емануеле Бардоне
- Ханес Месемер като полковника от „СС“ Мюлер
- Виторио Каприоли като Аристиде Банчели
- Джована Рали като Валерия
- Сандра Мило като Олга
- Мария Греко като мадам Вера
- Херберт Фишер като германския сержант
- Ан Вернон като Клара Фасио
- Франко Интерленги като Антонио Паскуали
- Иво Гарани като шефа на групата в затвора

## Награди и номинации

### Награди
- Награда Давид Ди Донатело за най-добра продукция от 1960 година.
- Награда Сребърна лента на Италианския синдикат на филмовите журналисти за най-добър режисьор на Роберто Роселини от 1960 година.
- Награда за най-добър чуждестранен филм на Националния борд на кинокритиците на САЩ от 1960 година.
- Второ място за наградата Съркъл на Кинокритиците на Ню Йорк за най-добър чуждоезичен филм от 1960 година.
- Пет награди Голдин гейт от Международния кинофестивал в Сан Франциско, Калифорния през 1959 година в категориите: за най-добър филм, за най-добър актьор на Виторио Де Сика, за най-добра второстепенна роля на Ханес Мессемер, за най-добър режисьор на Роберто Роселини и за най-добър сценарий на Серджо Амидеи, Диего Фабри, Индро Монтанели, Роберто Роселини и Пиеро Дзуфи.
- Награда Сант Жорди за най-добър чуждестранен филм от 1961 година.
- Три награди от Венецианския филмов фестивал през 1959 година: Златен лъв и награда на Католическата киноорганизация за Роберто Роселини, специално упоменаване на Ханес Мессемер за неговото превъплъщение в ролята си.

### Номинации
- Номинация за Оскар в категорията за най-добър сценарий на Серджо Амидеи, Диего Фабри, Индро Монтанели, Роберто Роселини и Пиеро Дзуфи от 1962 година.
- Номинация за Златен глобус в категорията за най-добър филм от 1960 година.
- Четири номинации за наградата Сребърна лента на Италианския синдикат на филмовите журналисти от 1960 година: за най-добър актьор на Виторио Де Сика, за най-добра второстепенна роля на Виторио Каприоли, най-добър продуцент на Морис Ергас и за най-добър сценарий на Серджо Амидеи, Диего Фабри, Индро Монтанели, Роберто Роселини и Пиеро Дзуфи.[1]